# Марк Юній Сілан (консул 46 року)
Марк Юній Сілан (лат. Marcus Iunius Silanus; 14 — 54 роки) — політичний діяч ранньої Римської імперії, консул 46 року.

## Життєпис
Походив з роду нобілів Юніїв. Син Марка Юнія Сілана, консула 19 року, та Емілії Лепіди. Був праправнуком імператора Октавіана Августа. З 39 року став членом колегії арвальських братів. У 46 році обрано консулом разом з Децимом Валерієм Азіатіком. У 54 році призначено проконсулом до провінції Азія. Цього ж року був отруєний вершником Целером та вільновідпущеником Геллієм за наказом імператриці Агріппіни, яка побоювалася, що той буде мститися за свого брата Луція або претендувати на владу як родич імператора Августа.

## Родина
Дружина — Доміція Магна
Діти:
- Луцій Юній Сілан Торкват